# Ивановка (Хвалынский район)
Ивановка — село в Хвалынском районе Саратовской области России, в составе городского поселения Муниципальное образование город Хвалынск.
Население - 253 (2010)

## История
В Списке населённых мест Российской империи по сведениям за 1859 год упоминается как владельческое село Ивановка Хвалынского уезда Саратовской губернии, расположенное при реке Волге по Казанскому почтовому тракту из города Волгска в город Сызрань на расстоянии 9 вёрст от уездного города. В населённом пункте имелось 109 дворов, проживали 471 мужчина и 472 женщины, имелась православная церковь, работали 8 мельниц. 
Согласно переписи 1897 года в Ивановке проживали 1533 жителя (727 мужчин и 806 женщин), из них православных - 1326, старообрядцев (беспоповцы, спасово согласие) - 207.
Согласно Списку населённых мест Саратовской губернии 1914 года село Ивановка (оно же Никольское) относилось к Алексеевской волости. По сведениям за 1911 год в селе насчитывалось 395 дворов, проживали 1838 приписанных жителя (891 мужчин и 947 женщин) и 15 "посторонних" жителей (7 мужчин и 8 женщин). В селе проживали преимущественно бывшие помещичьи крестьяне, великороссы, составлявшие одно сельское общество. В селе имелись церковь и земская школа. 

## Физико-географическая характеристика
Село находится в пределах Приволжской возвышенности, являющейся частью Восточно-Европейской равнины, у подножия покрытых лесом Хвалынских гор, достигающих высоты 350-360 метров над уровнем моря, на правом берегу Саратовского водохранилища (урез воды Саратовского водохранилища - 28 м над уровнем моря). Почвы - чернозёмы остаточно-карбонатные.
Село расположено примерно в 8,5 км по прямой в южном направлении от районного центра города Хвалынска. По автомобильным дорогам расстояние до районного центра составляет 9,2 км, до областного центра города Саратов - 230 км. До железнодорожной станции Кулатка (линия Сызрань — Сенная) — 38 км.
Часовой пояс
Ивановка, как и вся Саратовская область, находится в часовой зоне МСК+1. Смещение применяемого времени относительно UTC составляет +4:00.

## Население
Динамика численности населения по годам:
| Годы      | 1859 | 1897 | 1911 | 2002 |
| --------- | ---- | ---- | ---- | ---- |
| Население | 943  | 1533 | 1845 | 291  |

| 2002 | 2010 |
| ---- | ---- |
| 291  | ↘253 |

Национальный состав
Согласно результатам переписи 2002 года русские составляли 95 % населения села.